# بیدار (آلبوم دریم تیتر)
بیدار (به انگلیسی: Awake) سومین آلبوم استودیویی گروه موسیقی پراگرسیو متال آمریکایی دریم تیتر است.

## درباره آلبوم
| بررسی انتقادی | بررسی انتقادی |
| منبع          | رتبه‌بندی      |
| ------------- | ------------- |
| آل‌میوزیک      | 4/5 ستاره     |
| دنیای گیتار   | مطلوب         |
| کیو           | مطلوب         |
| راک هارد      | ۱۰/۱۰         |

دریم تیتر این آلبوم را در سال ۱۹۹۴ منتشر کرد. این آخرین آلبومی است که کوین مور به عنوان نوازنده کیبورد با گروه همکاری کرد. بیشتر قطعات آلبوم مابین فوریه و آوریل ۱۹۹۴ نوشته شده‌است و گروه در این دوره از سوی ناشر آلبوم زیر فشار قرار داشت که یک آلبوم موفق در حد و اندازهٔ آلبوم تصاویر و واژه‌ها همراه با تک‌آهنگی موفق مانند «Pull Me Under» منتشر کند و بیشتر هم پیرامون سبک متال باشد.
با رفتن کوین مور، گروه برای تورهای خود دریک شرینیان که در کالج موسیقی برکلی تحصیل کرده بود و سابقه همکاری با آلیس کوپر و کیس را داشت را به گروه ملحق کرد. در این تور جیمز لابری، خوانندهٔ گروه به دلیل مسمومیت غذایی دچار آسیب دیدگی از ناحیه صدا و تارهای صوتی‌اش شد که خوانندگی اش را غیرقابل پیش‌بینی می‌کرد و این موضوع موجب شده بود که در طول تور افسرده شود. صدای وی از تورهای آلبوم شش درجه اشفتگی درونی به بعد رو به بهبودی یافت.
آلبوم در دوره‌ای منتشر شد که سبک گرانج در اوج بود و با این حال نقدهای مختلفی را دریافت کرد. در نقدهای اخیر این آلبوم را یکی از خوبترین کارهای گروه در نظر می‌گیرند. پس از پخش آلبوم نتوانست جایگاهی بهتر از ۳۲ در جدول بیلبورد بدست آورد و تا انتشار آلبوم هرج و مرج با قاعده (۲۰۰۷) این آلبوم بهترین جایگاه را برای گروه در جدول بیلبورد داشت. گروه برای این آلبوم سه تک‌اهنگ نیز منتشر کرد که هیچکدام نتوانستند موفقیت‌های پیشین گروه را تکرار کنند و موجب شد که ناشر گروه این آلبوم را یک شکست در نظر بگیرد و آن‌ها را مجبور  کند که در آلبوم بعدیشان، سقوط در بی‌نهایت، کارهای رادیوپسندتری را بسازند.

## فهرست آهنگ‌ها
- تمام موسیقی‌ها توسط دریم تیتر ساخته شده‌است درغیر این صورت ذکر شد.

| شماره      | نام                                                          | سراینده                | مدت   |
| ---------- | ------------------------------------------------------------ | ---------------------- | ----- |
| ۱.         | «۶:۰۰»                                                       | کوین مور               | ۵:۳۱  |
| ۲.         | «Caught in a Web»                                            | جیمز لابری, جان پتروچی | ۵:۲۸  |
| ۳.         | «Innocence Faded»                                            | پتروچی                 | ۵:۴۲  |
| ۴.         | «A Mind Beside Itself: I. Erotomania»                        | (بی‌کلام)               | ۶:۴۴  |
| ۵.         | «A Mind Beside Itself: II. Voices»                           | پتروچی                 | ۹:۵۳  |
| ۶.         | «A Mind Beside Itself: III. The Silent Man» (موسیقی: پتروچی) | پتروچی                 | ۳:۴۷  |
| ۷.         | «The Mirror»                                                 | مایک پورتنوی           | ۶:۴۵  |
| ۸.         | «Lie»                                                        | مور                    | ۶:۳۳  |
| ۹.         | «Lifting Shadows Off a Dream»                                | جان میانگ              | ۶:۰۵  |
| ۱۰.        | «Scarred»                                                    | پتروچی                 | ۱۰:۵۹ |
| ۱۱.        | «Space-Dye Vest» (موسیقی: مور)                               | کوین مور               | ۷:۲۹  |
| مجموع مدت: | مجموع مدت:                                                   | مجموع مدت:             | ۷۴:۵۶ |

## دست‌اندرکاران
دریم تیتر
- جیمز لابری -خواننده
- جان پتروچی - گیتار، همخوان
- مایک پورتنوی - درامز، ساز کوبه‌ای همخوان در قطعه ۷
- کوین مور - کیبورد، همخوان در قطعه ۱۱
- جان میانگ - گیتار بیس